# 500 Startups
500 Global est un fonds d'investissement et incubateur de startups fondé par Dave McClure et Christine Tsai en 2010. Le fond a admis une première promotion de douze startups à son incubateur à Mountain View, en Californie, en février 2011.

## Historique
En février 2011, l’accélérateur admet sa première promotion de douze startups. Chacune d’entre elles reçoit un investissement initial de 150 000 dollars en échange de parts, et doit ensuite rembourser une petite partie de cette somme en guise de frais.
Au 1er août 2015, 500 Startups avait investi ou incubé plus de 1 200 entreprises[réf. nécessaire] dont Eat App, IDreamBooks, Little Eye Labs, Cypheme, myGengo, Cucumbertown Visual.ly, Canva,, Udemy, RidePal,. En août 2015, plus de 20 % des entreprises avaient participé à d'autres incubateurs, 20 à 30 % étaient internationales et plus de 60 avaient été rachetés.
Parmi les entreprises les plus actives figurent Credit Karma, Twilio, GrabTaxi, et Talkdesk
En mars 2016, 500 Startups ouvre une structure jumelle à Vancouver au Canada. Elle a depuis fermé avec le départ de Dave McClure.
En mars 2017, l'accélérateur essaime à Melbourne en Australie. Le fonds ainsi créé, Melbourne 500, a pour objectif d'accueillir 40 startups dans les deux prochaines années.
En juillet 2017, Dave McClure quitte ses fonctions à la d'suite une plainte pour harcèlement sexuel,.
En avril 2018, la 23e promotion est composée de 18 startups.